# Señorío de Cabrera y Ribera
El Señorío de Cabrera y Ribera fue un señorío jurisdiccional medieval en España establecido en torno a las sierras de Cabrera y Ribera, ubicada entre las actuales provincias de León, Zamora y Orense en la Comarca de La Cabrera.

## Historia
Según Luis de Salazar y Castro, genealogista del siglo XVII, la Sierra Leonesa de la Cabrera y la Ribera habían estado en poder de Belloso, hijo de Ramiro III de León, hasta que se extinguió su descendencia en tiempos del rey Sancho IV de Castilla, quien incorporó dichos territorios al realengo. Sin embargo, no consta que el rey Ramiro haya tenido un hijo con tal nombre y su único hijo documentado fue el infante Ordoño Ramírez el Ciego.
Hacía 1232, Rodrigo Alfonso, hijo ilegítimo de Alfonso IX de León, y su esposa Inés Rodríguez, hija de Rodrigo Fernández de Valduerna el Feo y Teresa Froilaz, eran señores de Ambasaguas, un lugar de la Cabrera.

## Señores de Cabrera y Ribera
Algunos de los tenentes de Cabrera y Ribera a lo largo de los siglos fueron los siguientes individuos:
- Rodrigo Fernández de Valduerna el Feo, magnate leonés que aparece en 1209 como uno de los nobles que confirmaron el tratado entre los reyes Alfonso IX de León y Alfonso VIII de Castilla como un «miles filius de algo», considerados «melioribus uasallis regis» por Alfonso IX, es decir, de sus mejores vasallos.[2] Su sobrenombre de Valduerna se debe a que gobernó, desde 1206 hasta 1222, la tenencia de Valduerna. El rey Alfonso IX también le encomendó el gobierno de las tenencias de El Bierzo, la comarca de Valdeorras en Orense, y Astorga, una de las principales del reino de León que gobernó entre 1213 y 1245.[3] Figura como alférez del rey Alfonso IX en 1230. Una hija suya, Inés Rodríguez contrajo matrimonio con Rodrigo Alfonso de León cuya hija, Aldonza, se casó con Esteban Fernández de Castro y fueron los padres de Fernando Rodríguez de Castro.
- Fernando Rodríguez de Castro, señor de Lemos y Sarria, hijo de Esteban Fernández de Castro y bisnieto de Rodrigo Fernández de Valduerna el Feo.
- Felipe de Castilla, infante e hijo de Sancho IV de Castilla
- Álvar Núñez Osorio, conde de Trastámara, Lemos y Sarria
- Enrique de Trastámara, hijo de Alfonso XI de Castilla
- Rodrigo Álvarez Osorio, hijo de Pedro Álvarez Osorio el Bueno. Casó con Aldonza Enríquez, hija de Alfonso Enríquez.
- Pedro Álvarez Osorio, hijo del anterior.